# Vyšné Kôprovské sedlo
Vyšné Kôprovské sedlo (2145 m n. m.) je horské sedlo na Slovensku ve Vysokých Tatrách. Leží mezi Kôprovským štítem a Hlinskou vežou nebo přesněji mezi Kôprovskými plecemi a Kôprovským chrbátem. Je horským přechodem mezi nejvyšším patrem Mengusovské doliny Hincovou kotlinou a Hlinskou dolinou, která je závěrečnou větví Kôprové doliny. Tyto dvě doliny přes sedlo spojuje  modrá turistická značka. V sedle z ní odbočuje červená turistická značka na vrchol Kôprovského štítu.

## Historie
Nejstarší informace o Kôprovském sedle pocházejí ze srpna 1861, kdy na ně výstoupili polští horolezci Józef Stolarczyk, Edward Homolacs, Stanisław Homolacs, Władysław Koziebrodzki, Ernst Schauer, Stanisław Wodzicki a horští vůdci Samek, Krzeptowscy, Maciej Sieczko, Jędrzej Wala starší. První zimní přechod sedla uskutečnili E. Baur a Alfred Martin 18. března 1906. V roce 1886 byl do sedla postavena turistická trasa.